# Westfield (Indiana)
Westfield – miasto w Stanach Zjednoczonych, w stanie Indiana, w hrabstwie Hamilton.

## Demografia
W roku 2010 miasto zamieszkiwało 30 068 osób, a gęstość zaludnienia wynosiła 428,7 osoby/km². W roku 2023 liczba mieszkańców wzrosła do 57 746 osób, a gęstość zaludnienia przekroczyła 823 osoby/km². Na przestrzeni zaledwie 13 lat zaludnienie Westfield zwiększyło się o prawie 92,1%.